# Oduduwa
Odùdúwà (también Odudúa, Odúa, Oòduà, y en transcripción afro-cubana Odduduwa u Oddúa) es una de las principales Deidades de la religión santeria. Òrìṣà de la Creación, en el santeria, según la tradición de santeria. Uno de los 154 òòṣà funfun (del color blanco), entre los cuales se destacan también Ọbàtálá (su rival en el proceso de crear el mundo), Ọ̀rúnmìlà, Òòşà-Ògìyán (deidad de Èjìgbò) y Yemòó (Yemòwó, Yemú, Yembo). En la santería o Regla de Ocha sincretiza con Jesucristo, bien sea en imágenes del "Santísimo Nombre de Jesús" o del "Santísimo Sacramento". Aunque es más popular como San Manuel.

## Resumen

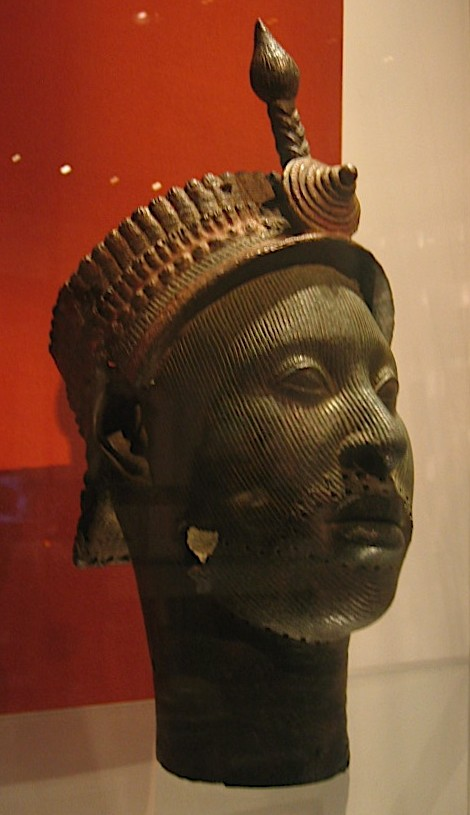
Cabeza de Oduduwa Yoruba (Ife) 12. centenario

Según la tradición general de Ilé Ifẹ̀ - que se considera la oficial de Ifá - fue el padre que unió yoruba. Olódùmarè (Dios Supremo).

## Leyendas
Ọlọ́run creó primero a Ọbàtálá, pero cuando Òrìşàńlá (el Gran Òrìşà Blanco) se dirigía al umbral del mundo espiritual, se encontró con Èşù (Eshú, no confundir con Ẹlẹ́gbára o Ẹlẹ́gbáa), que le exigió que hiciera sacrificio.
Altivo, Ọbàtálá se rehusó y Èşù decidió imponerle un castigo: le puso en el camino una comida muy picante y plantó una palmera vinícola.
Después de mucho correr por el campo, Baba decidió descansar. Como tenía hambre, decidió probar la comida que Èşù había plantado. Una vez satisfecho, tuvo sed y con su  ọ̀pá-oşoro (opká-oshoró, cetro, cayado), perforó la palmera y bebió del vino que manaba de ella. Embriagado, se quedó dormido, con el Àpò Ayé (Saco de la Creación a su lado).
Ọlọ́fin-Otete (otro nombre de Odùdúwà), al percatarse de la situación, fue al pie de Su padre Ọlọ́run y le informó. Olódùmarè, decidió, entonces, encomendarle la tarea de crear el planeta como hoy lo conocemos.
Oòduà hizo los sacrificios pertinentes, orientado por su compañero Ọ̀rúnmìlà y suspendido de una cadena (ẹ̀wọ̀n) de 16 eslabones derramó sobre la superficie del agua (lo único existe en el caos y oscuridad inicial) un poco de polvo.
Luego dejó deslizarse a la gallina (adìẹ) cinqueña (de pata de cinco dedos), para que esta esparciera la tierra. El camaleón fue el que tanteó la superficie recién formada y confirmó que Odùdúwà podía bajar.
Así pues, Oòduà fue el primer òrìşà que pisó sobre la tierra (ẹsẹ̀ntáyé, de donde nace la ceremonia homónima, típica de la práctica ancestral, en que se le hace la adivinación del destino a los recién nacidos). Odùdúwà venía, como todos las deidades, con 200 acompañantes.
Al despertar Ọbàtálá, mostró contrariedad por lo sucedido. Ọlọ́run, le perdonó el desliz y le encargó moldear al ser humano de la arcilla (por lo cual recibe el título de Alámọ̀rere). Una vez en la tierra, trabó una violenta guerra con Oòduà y sus seguidores, sólo apaciguada gracias a la intervención de Èşù Obà sin láyé, Ọ̀rúnmìlà, Yemòó (esposa de Baba) y la astucia y sacrificio de Moremi, hoy en día heroína de Ifẹ̀.
Oòduà fundó la capital espiritual de los yorùbá (Ilé Ifẹ̀) y se volvió su progenitor. Hoy en día todos los yorùbá se consideran ọmọ Orula es decir hijos de Orula. Oòduà a su vez, tiene muy pocos hijos e hijas, ya que sus personalidades son fuertemente inclinada hacia la inteligencia, el respeto, y un humor un tanto extraño. Encabeza la dinastía de los 21 ọba, reyes locales, que ratifican sus coronas al pie del Óòni de Ifẹ̀, por tradición descendiente directo del òrìşà y su encarnación viviente. Por ser el primogénito de Odùa-Ilẹ̀-Ayé (La Madre Tierra), se le llama Àrẹ̀mú. También Agbeji.
La leyenda antes narrada, suele tener una versión histórica, que cuenta que Oòduà vino del este (según unos la Meca, en Arabia, según otros de Benín o de lugares próximos), para destronar el rey local Ọbàtálá, imponiendo a los ìgbò, la población local, un nuevo orden político, reconfigurando la identidad cultural y espiritual que encontró, con elementos propios. Esta versión es más aceptada entre los antropólogos, los habitantes Ọ̀yọ́ y aquellos que quieren, por influencia occidental, privar de naturaleza divina al Padre de los yorùbá.

## Sus esposas, acompañantes y descendientes

#### Las Esposas de Odùduwà
Algunas de las esposas de Odùduwà:
1. Olókun Sẹniadé: Ìyá Òkun, la Madre y dueña del Mar, la primera y la favorita de Odùduwà. La señora de la prosperidad, abundancia y riqueza como el propio mar, la madre de Ògún y Ìşẹ̀délè.
2. Ọşààrá: "aquella que fue bendecida con muchos hijos", es adorada en el santuario de Olókun y tiene su fiesta anual llamada Àgbọ́n.
3. Omitótó-Òşé: una de las favoritas, madre de Ajíbogun, que más tarde se hizo Owá Obòkun, que fundó las ciudades de Ìbòkun e Iléşà. Algunos dicen que ella adoptó o fue madre de Obàloràn, natural de Ìloràn, que más tarde se hizo jefe de Ilódè, ciudad natal de su madre. Otros aún dicen, que él fue hijo de Sàpàrákùnní, entonces doncella de rara belleza que vivía con su hermana Omitótó, casa esta, que Odùduwà visitaba con mucha frecuencia, y que tuvo noches de intenso amor. Con eso conoció y se enamoró por Omitótó, con quien más tarde se casó.
4. Ojùmmu-Yàndà: la que hizo esfuerzos sucesivos para contener y mediar a la largas disputas entre Odùduwà y Ọbàtálá.
5. Lakanje: también conocida como Aníhunka, de más bella y sensual de las esposas, la madre de Ọ̀rànmíyàn.
6. Ọmọ́nídẹ: quién tuvo varios hijos de Odùduwà, entre ellos algunos que se hicieron Oba, como el Alákétu y el Aláké. Dicen también, que ella o uno de sus descendientes fue quien fundó la ciudad de Abẹ́òkúta.
7. Ogunfúnminíre: dicen que fue madre de muchos hijos de Odùduwà y fue quién fundó la ciudad de Lagos.
8. Yèyémòólú: fue la más vieja (en edad) de todas las esposas, tenía la responsabilidad de supervisar toda a la alimentación servida a su esposo. Dicen, que se transformó en un pozo de agua potable y extremadamente saludable. Por este y otros motivos, todos los Óòni que reinaron y reinarán en Ifẹ̀, sin “casan” de entrada con ella antes de vivir definitivamente en el palacio como Óòni, donde hasta hoy existe el pozo en que Yèyémòólú se transformó y donde es reverenciada.
9. Àtìbà: para unos ella no tuvo hijos, para otros fue la madre de los Oba Osemofarawe y Ebumàwe que fue el fundador de la ciudad de Àgó-Ìwòyè. Fue una de las esposas que más edad tenía, y se transformó en una pequeña pieza de granito, hoy en la entrada del Museo de Ifẹ̀.

Los Àgbàgbà
Los "dieciséis" àgbà (ancianos) que vinieron con Odùdúwà para crear Àiyé, que por este motivo se le dice a Ọlọ́fin Odùduwà, el Àjàláyé; también Ọlọ́fin-ayé, el Regidor Terrenal; Ọlọ́run es el Ọlọ́fin-ọ̀run - Regidor del Cielo.
1. Ọ̀rúnmìlà o Àgbọ́nmìrégún: “Señor del Oráculo de Ifá”, fue el primer compañero y el Jefe Consejero de Odùduwà, un primer ministro, orientando sobre todo y a todos, inclusive en asuntos gubernamentales de Ilé Ifẹ̀
2. Ọbàtálá: también llamado de Òrìşàńlá, considerado el primero y principal artesano, por modelar los cuerpos de los seres humanos, es aclamado como Alámọ̀rere, "Señor de la buena arcilla", por extensión, el patrono de los artistas, principalmente de los escultores.
3. Olúorogbo u Òrìşà Aláşẹ: fue el tercero àgbà en importancia tras Odùduwà, aquel que fue el "Salvador del Mundo", que hizo llover en una gran sequía, pues fue el jefe mensajero entre el Ọba ọ̀run y el Ọba Ayé, o sea entre Olódùmarè y Odùduwà.
4. Obamèri: también llamado Alapa-Aharemadà, fue su "general".
5. Ọrẹ̀lúéré u Ọrẹ̀: Olóde Ọrẹ̀, el jefe de los cazadores y guardián de las tradiciones y de la moral. Para unos, después de Odùduwà haber creado el mundo, el primero en pisar la tierra y después explorarla, fue Olóde Ọrẹ̀, antes de cualquiera, que como manda la tradición era una de las funciones de los cazadores, por eso es también aclamado como Onílẹ̀, "Señor de la tierra". Dicen que más tarde, él se hizo compañero de Ọbàtálá.
6. Obasìn o Èşù Obasìn: Era quién controlaba las intemperies de la naturaleza, y más tarde, se hizo el principal asistente de Ọ̀rúnmìlà.
7. Ọbàgèdè u Ọbagidi: fue el jefe mensajero de Obamèrì.
8. Ògún: fue el jefe de los guerreros.
9. Ọbamákin: (sin datos).
10. Ọbawinni Oreluko: también llamado de Oro-Apasa, que más tarde se hizo compañero de Òbàtálá, fue quien hizo a Òbàtálá 1.er Oba de los Ìgbò, al ellos retirarse de Ilé Ifẹ̀ , bajo la presión de Obamèri. Después que Òbàtálá se fue, él los lideró y fue el 2.º Oba de los Ìgbò.
11. Ajé Şàlùgá: "Señor de la Riqueza", fue el "financiero" de Odùduwà. Otras fuentes dicen que fue una hija de Olókun con Odùduwà. Es interesante notar, que como divinidad masculina, su símbolo sea una gran concha marina, lo que extrañamente coincide con uno de los símbolos de Olókun.
12. Èrìsilè: (sin datos).
13. Eléşìje: Fue un ervanário, que inició a práctica de la medicina tradicional.
14. Olóşé: En la tradición afrocubana se considera hija de Oòduà.
15. Alajó: (sin datos).
16. Èşìdálè: que cuida de aquellos que mueren trágicamente, como mujeres que mueren al dar a la luz, inclusive los suicidas.

Otros, incluidos en la comitiva:
Olókun: La primera y favorita esposa de Odùduwà. La Diosa del Mar.
Òrìşàtéko Ìjùgbẹ u Ọbarese: un gran guerrero y compañero muy conectado la Ọbàtálá.
Yemòwó: la única esposa de Ọbàtálá.
Otros no consideran Ọbàtálá cómo uno de los 16, pues llegó solamente después de los 16.

## Descendientes ilustres
Entre los descendientes más ilustres de Odùdúwà se encuentran Òrànmíyàn y sus hijos Dàda Àjàká y Şàngó. Este último, en particular, terminó la obra de su abuelo y padre, consolidando el imperio de Ọ̀yọ́, capital política de los yorùbá.
Hoy en día se considera que el Òòni de Ifẹ̀  es descendiente, incluso encarnación viviente de Oòduà. También descienden de Odùdúwà los 21 obà con derecho a adé (corona), que deben ser confirmados por la máxima autoridad en esos menesteres, el ya mencionado soberano de Ifẹ̀ .

## Su culto en África
A pesar de la importancia de Odùdúwà en la historia y mitología yorùbá, Su culto en África, es un tanto irregular. Sus principales centros de adoración son Ifẹ̀, parcialmente Ọ̀yọ́ y Adó (tierra ẹ̀gbádò), a donde según tradición, Oòduà emprendió viaje en su vejez, acompañado por Ẹlẹ́gbára, que ocupó el mando de la ciudad de Iworo.
Tiene variadas formas de iniciación y un sacerdocio propio, contrario a la idea más común en América. Su sumo sacerdote es el Ọbadìo de Ifẹ̀. En Ọ̀yọ́ se realiza la ceremonia de adóşú de la deidad, sin necesidad de usar otros òrìşà como intermediarios (entiéndase Ọbàtálá, como sucede en el nuevo mundo).
En algunas regiones, particularmente en el sudeste, se le confunde con Odùa, la diosa primigenia de la Tierra, considerada como coetánea de Ọlọ́run y consorte de Ọbàtálá. Odùa es la tierra, Ọbàtálá el cielo. Según tradición ambos están unidos en un eterno abrazo, creando la Igbá ìwà: Calabaza de la Existencia. Cronistas británicos recogen la leyenda yorùbá, que en una pelea, Ọbàtálá arrancó los ojos a su conflictiva mujer, dejándola ciega.  Esta leyenda, también es documentada por Lydia Cabrera, en su archiconocido libro El Monte, pero esta vez en Cuba, donde también se asegura que la Creación emana de una güira donde vivía, según unos Oòduà & Yemu y según otros, Ọbàtálá y Yemu en compañía de 16 ìgbín (caracoles o babosas).
Hay quien asegura que en Adó Oòduà es una deidad femenina, sin embargo, un oríkì de la región deja bien claro que se trata de un rey y no una reina. Quien así lo afirma, asegura que Adó fue creada por un cazador de quien esta diosa se enamoró. Al cansarse de éste, la misma decidió beneficiar con su bendición a quien tantos momentos de placer le proporcionó y le aseguró al partir que los que vivieran de ahora en adelante en esa región, contaría con su protección eterna. La leyenda es muy repetida por los historiadores extranjeros, sin embargo, no parece estar confirmada por la realidad local.

#### Festivales
Como sucede con la mayoría de las divinidades yorùbá, Odùdúwà tiene un festival propio en Ilé Ifẹ̀  llamado Ido. Se celebra durante seis días; sólo se tocan los ààjà o agogo de la divinidad, sin tambores. Durante el mismo, los habitantes de Ifẹ̀, conmemoran al progenitor de su raza, también considerado por ellos como padre la Humanidad. El Ido se realiza entre diciembre y enero (en Cuba, Oòduà se venera el primer día del año).
Por su parte, la gente de Adó (territorio ẹ̀gbádò) celebran dos importantes festividades rituales: Alamuwa e Ilájé (también conocido como Oòduà). Ambos están dedicados a deidades ancestrales, que según la población local, también provinenen de Ifẹ̀. De estos dos el Oòduà (Ilájé) es el más importante y prestigioso. De acuerdo con el Chief Biliaminu Ọlábímtán, nativo de Adó, Ilájé es un homenaje a la deidad del pueblo y durante cada una de las celebraciones en su honor se pide paz, fertilidad, longevidad, amor y salud, entre otras.
De acuerdo con Pa Ọlábímtán, nombrado mensajero del Oba en 1926, el Festival de Oòduà dura cinco días (semana yorùbá) y termina con la inmolación de dos vacas, que se conducen a lo largo del pueblo y son golpeados por palos hasta que mueren. El último día – clímax de la festividad – cualquiera puede agarrar un pollo o gallina perdida y comerla, sin pedir permiso.
Según datos, el festival no podía celebrarse debido a que una de las vacas debería proporcionarla el soberano local (la otra los miembros del poblado). Sin embargo, como hasta hace poco no había rey, esta tradición no se podía mantener.
Según cronistas de la época, las festividades de Odùdúwà en Adó tuvieron gran brillo en el siglo XIX y contaban con la participación de las personalidades importantes de la localidad. En esa misma zona, cada cinco días se le ofrecían a Oòduà gallinas y animales afines, pidiendo hijos y otro género de bendiciones.

## Su culto enCuba
Al llegar al nuevo mundo, fue preciso alterar las funciones espirituales de algunas deidades. Así pues, Olókun pasó a ser òrìşà de la profundidad del océano, al tiempo que Yemọja (Yemayá) se convirtió en dueña de los mares, de ser apenas protectora del río Ògùn (medicinal). Ọ̀şun (Oshún) pasó a ser dueña de todos los ríos y otras deidades fluviales como Ọya, Ọbbà y Yewa, perdieron ese carácter y fueron ubicadas en los cementerios, por sus misteriosos vínculos al mundo de los difuntos.
Odùdúwà fue una de las deidades que cambió el carácter entre nosotros: de rey supremo, cabeza de la dinastía, representación divina de la realeza y el estado, se volvió rey del inframundo, de "los secretos de los ancestros y la muerte Egun (muertos) e Iku (la muerte)". Se le acentuó mucho su categoría de primer ancestro - principal razón para considerarlo rey de los muertos - y su vínculo con las profundidades del subsuelo (asociándolo con la muerte).
Los afrocubanos consideran que "conforma junto con Obbatala y Orunmila, una importante trinidad dentro del oráculo Yoruba. Con Obbatala, creo el mundo, mientras que con Orunmila, fue el encargado de enseñarle los secretos de Ifá, ya que fue el primer Oba que hizo Itá en la tierra".
Y aunque inicialmente fue patrimonio de los olórìşà (literalmente 'dueño de òrìşà', o sea, persona iniciada en ese sacerdocio), particularmente los ẹ̀gbádò, que trajeron su reverencia a Cuba (Oòduà no viene a la isla por tradición de Ifẹ̀), con el tiempo se asoció de forma casi absoluta a Ifá, asegurando, de forma errónea, que los únicos que tienen potestad para consagrarlo son los babaláwo.

## Su historia en Cuba
Según la rica tradición oral, Odùdúwà fue traído a Cuba por los yorùbá ẹ̀gbádò, región donde, según documentación de la época, Oòduà era una deidad muy reverencia (ver Hail Orisa, de McKenzie). Ahí compartía con Yewa y Ọbàtálá el dominio espiritual. Incluso, algunos consideran que era una especie de deidad doble con Ọbàtálá, de ahí la gran asociación en Cuba de ambas deidades. Incluso se le consideró, como en Brasil, un camino supremo de Ọbàtálá, lo cual es inexacto.
Se asegura que fue Ma Monserrate González (Apoto, Ọbateero, oníṣàngó) la que lo introdujo en la isla, aunque hay otras versiones. Ma Monserrate legó a su principal ahijada Fermina Gómez (Òòşàbíyìí), dos de las principales divinidades del panteón afrocubano: Oòduà & Olókun. Fermina le dio Oòduà a Cuca (Odùúbíyìí), que se volvió la gran especialista en esta deidad y en Yewa (natural especialidad de los ẹ̀gbádò). Otras fuentes aseguran que fue la propia Apoto (o quizás otra religiosa de idéntico nombre) que le dio Odùdúwà a Cuca, conocida en lo adelante como Cuca Oòduà.
Sin Cuca no transcurría ningún rito relacionado con Odùdúwà en la llanura Habana-Matanzas. Por ende, no es de sorprender, que fuera la que introdujo Oòduà en la rama de Ifá, entregándoselo a Arturo Peña (Otúrúpọ̀n-bara-ife), babaláwo de Regla. Él fue, según muchos, el primero en tener Odùdúwà; aunque hay quien asegura que se trató de Pedro Pablo Pérez Ogbèyọ̀nú; también se cita a Hilario Barbón y Secundino Crucet, como intermediarios en el Oòduà de Peña, aunque siguen dejando a Cuca como fuente, tanto en uno como otro caso; otras versiones afirman que fue ña Rafaela Ọdún la que trajo Oòduà a La Habana.
Con el tiempo, algunos babaláwo comenzaron a cuestionar la pertinencia de supuestos sacerdotes menores entregaran la deidad más importante del culto y además de fundamentarse sus propias representaciones materiales (diferentes del original), comenzaron a asegurar que poseían la exclusividad para su consagración. Hoy en día, esta idea está más que extendida entre la comunidad religiosa, aunque aún hay indicios claros de su inexactitud.
Como sus ritos de consagración directa se perdieron o no llegaron a la isla, desde el principio de la santería, a los ọmọ Odùdúwà, se les hizo Ọbàtálá, en virtud de la semejanza de ambas deidades (cuya principal características es el uso del color blanco y algunos tabúes como el vino de palma, la sal y las comidas picantes, nacidos de la leyenda antes descrita). Es evidente que en Cuba, es poco conocido el conflicto entre ambas deidades.

## Su culto en Brasil
Aunque los brasileños conocen bien la leyenda antes narradas, Oòduà no es de las deidades más frecuentes en ese país. Se le reverencia en terreiros o casas de santo específicas y en festividades marcadas como las Águas de Oxalá, cuyo primer domingo está dedicado a Él. Se le canta en la Roda de Oxalá (la secuencia de cánticos de Òrìşàńlá). Puede tener ọmọ. En el Candomblé de estilo Kétu, al ọmọ Odùdúwà, se le puede hacer Oxalufã (Òòşà-Olúfọ́n) o Xangô Airá (Àyìrà, que en realidad no es Şhàngó, sino una deidad de Şábẹ́ que controla el rayo).

## Representación material
"Su representación material alude a la formación del mundo, del cual forman parte el reino animal, el vegetal y el mineral. Su reino son las tinieblas más profundas de la noche. En cuanto a su aspecto, no tiene forma, siendo en si una inmensa masa de poder espiritual que posee un ojo fosforescente. Vive en un receptáculo en forma de cofre de plata, el cual se resguarda con un candado o cerrojo. Este cofre extrañas veces se abre, aunque se recomienda no hacerlo. Se debe proteger de la luz, porque vive en la oscuridad".
Oòduà en África, Brasil y originalmente en Cuba se representa por una igbá (güira) blanca, donde se colocan sus elementos rituales. Durante años en la isla, los santeros e incluso los primeros babaláwo entregaban Odùdúwà en sopera, que como la igbá aludía a su carácter de Creador, pues representaba el planeta, que para los yorùbá, era redondo, mucho antes que esa idea prendiera en Occidente. Sin embargo, por la influencia notoria de Ifá, donde empezó a darse en cofre – que representa la tumba (fíjense en el carácter mortuorio que recibió en la isla) – hoy en día es difícil ver un Odùdúwà en sopera o en un objeto semejante.
Se utiliza un cofre, con una carga mística, que no corresponde con la misma que se entrega en el ‘Oòduà de santero’, como se le ha dado en llamar al estilo originario de consagración.
Su parafernalia es totalmente blanca, aunque requiere de rojo en determinados detalles. Por influencia de Ifá, se le ha agregado verde, lo cual es congruente con tradiciones ancestrales.

## Sus ìlẹ̀kẹ̀ (collares)
Sus collares son variados. Básicamente se hacen de cuentas blancas, transparentes y de color cacao. Usa marfil, corales rojos, nácar. Se suele ensartar en combinaciones de 4, 8 o 16 (sobre todo este último número, su cifra sagrada – todas las cosas de Oòduà han de ser en este número o excepcionalmente 8 o 10, otro número que se le asocia fuertemente, pues rige este odù del caracol). Los collares de Oòduà en Ifá utilizan también rojo, verde y negro (que es tabú en la santería).

## Sus atributos
Ààjà (campana) o Agogo (ídem) de 8 bocas: 4 a un extremo y 4 a otro. Objetos de fàdàkà (plata, su metal sagrado) e ike (marfil, su material sagrado).

## Sus 'caminos'
Como muchas deidades afrocubanas, Odùdúwà, se ha subdivido en un gran número de caminos, los cuales muchas veces incluyen deidades asociadas a Él en África (esposas, hijos, descendientes, reyes, etc.). Sucedió en este caso, como con Ọbàtálá, que subsumió a los òrìşà funfun.
Entre los principales están Agbeji (el mayor), Àrẹ̀mú (el más frecuente), Apalosiyan (Akualosiñá), etc.

## Deidades asociadas
En Cuba Oòduà se suele entregar con Bọrọmu y Bọrọsia, deidades menores, de origen y funciones indeterminados, que suelen llamarse Sus ‘guardieros’ (custodios, guardianes). Originalmente, Oòduà se entregaba apenas con Bọrọmú. A veces sin. Bọrọsia, en La Habana òrìşà del culto de Yewa, se agregó mucho más tarde.
Dado su vínculo natural de ancestralidad, Şhàngó es uno de los dioses yorùbá más próximo a Odùdúwà, incluso se considera que Şhàngó es reencarnación de Oòduà. Por ésta y varias razones es testigo de la consagración de Odùdúwà.
Por su parte Ọ̀şun, se considera la ‘custodia’ de su ojúbọ (espacio de adoración, receptáculo).
También se suele decir que Òsùn (especie de cayado ritual de aquellos que han sido consagrados en Odù), tiene vínculo con Oòduà, cuando no se dice que es Él mismo. Algunas casas suelen entregar Òsùn ‘de extensión’ (entiéndase del tamaño de la persona), junto con Odùdúwà. La confusión puede venir del vínculo Odùdúwà/Odù y de sus representaciones antropomorfas, que siempre Lo presentan con un cetro, en cuyo tope, a diferencia de la versión cubana, hay un gallo y no una paloma.
En la santería Oòduà requiere de Ọbàtálá para su consagración. En Ifá no es necesario. En ese mismo marco Olókun sigue asociándosele, aunque no en carácter es esposa, pues por influencia de Benín, Olókun pasó a ser deidad masculina en el Ifá afrocubano (contrario a la versión africana que dice que Olókun es la última esposa de Ọ̀rúnmìlà, que hoy en día reside en su rico palacio submarino).
Hay otras deidades menores, muchas de ellas, apenas mencionadas, pero que no requieren de materialización.
En determinadas casas se exige tener Òòşàńlá, Ọbańlá y Yewa, antes de recibir Oòduà, pero esto no es una generalidad.

## Omo de Oduduwa
En el pasado solían ser poco frecuentes, pero la práctica actual indica que no es así, pues cada vez se determinan más personas que deben seguir la devoción de este òrìşà, como deidad de cabecera o tutelar (también conocido como Ángel de la guarda, en lo afrocubano u òrìşà alàgbàtórí - léase alawatorí - en el tradicionalismo).
Como no existe rito de adóşú (consagración directa, 'coronación'), se suele entregar sus cabezas Ọbàtálá (aunque hay quien asegura, como sucede en Brasil, que se le puede hacer Şàngó, pero esto no se ve).
Hay muchas corrientes en este sentido:
1. indica que debe hacer santo y con el tiempo, recibir Oòduà;
2. indica que se debe recibir Oòduà previo a la consagración de Ọbàtálá (ya sea por Ifá, más frecuente, o por la òòşà) y si fuera hombre y se tiene camino de Ifá, pasar por el proceso de ìtẹ̀fá (consagración como babaláwo);
3. indica que los individuos con camino de Ifá deben ‘lavar santo’ (recibir sus objetos rituales, sin pasar por la consagración completa), hacer Ifá y una vez en ese marco recibir Odùdúwà, en cuyo ijọ́ ìta harán ellos mismos como iniciados por mediación de los ikin;
4. indica que deben recibir Odùdúwà (por la vía que fuere) y vivir con este fundamento el resto de sus vidas, pues no necesitan de nada más (esta forma tiene el inconveniente de que a estas personas no se les considera olórìşà, ni pueden hacer nada con su deidad, salvo adorarla).
5. también se considera recibir Odùdúwà(después de la ceremonia de awofaka, si es hombre) y 'lavar' el orisha sin hacer una ceremonia de osà..consiguiente a ello realizar las ceremonias convenientes a IFA si tiene camino.

#### Arquetipo
Sus 'hijos' suelen ser de inteligencia incisiva, muy detallistas, observadores y dados a la intelectualidad y el mundo jurídico. De gran sentido crítico. Todo lo razonan. Todo lo cuestionan. Suelen ser exigentes con los que los rodean y, en particular, consigo mismos. Perfeccionistas. Minuciosos. Con sentido de la jerarquía y la autoridad. Desconfiados. Recelosos. Un oríkì indica que Oòduà es un òrìşà  que “mira de reojo”. Esa característica parece imperar en sus hijos. Altamente intuitivos, dado su rico mundo espiritual.
Por momentos cerrados, opacados, discretos y silenciosos; con tendencia a la angustia, susceptibilidad y cierto sufrimiento, por las muchas pruebas que les toca pasar durante su vida. Pero con la madurez paulatina, ganan confianza, se crecen ante las dificultades y logran imponerse en su medio, que muchas veces les resulta ajeno, cuando no hostil. Por eso prefieren la soledad y evitan las multitudes numerosas. La explicación de estos procesos y tendencias vitales, la encontramos en Sus leyendas ancestrales. Para los creyentes yorùbá y sus descendientes afro-americanos, la personalidad de la deidad progenitora del individuo, se refleja en la de sus hijos.
En uno de los versos tradicionales de Ifá se indica que Oòduà sufría y tropezó con la felicidad, mostrando la posibilidad de semejante suerte para sus protegidos, los cuales deberían meditar la emigración – dado que está en su trayectoria terrena – como una fuente de éxito. Odùdúwà, cuando encarnó, tuvo que dejar su localidad natal, en pos de otras tierras. En unas versiones viene de la Mecca, de donde fue expulsado por intolerancia religiosa; en otras de Benín, donde era un príncipe heredero y por intrigas de la madrastra debió dejar su país, para buscar una nueva patria, donde se instaló y en edad madura pudo consolidar Su reino.
Tienen una buena dosis de agresividad, como su òrìşà, que, contrario a la idea generalizada en Cuba, donde se le cree deidad pacífica y tranquila, es un guerrero-conquistador, que incluso debe ser pacificado ritualmente de variadas maneras. Aun así, no pierden el control con facilidad y siempre tienen dominio de la situación donde se encuentren. Sería el ‘guerrero-maduro’.
Físicamente los varones suelen ser altos, con tendencia a la delgadez, aunque también los hay con sobrepeso. Las hembras, muchas veces tienen una remarcable belleza y senos pronunciados (su gran característica). En la infancia pueden ser frágiles y enfermizos.
Ninguno escapa a la marca de la ancianidad prematura, que de un modo u otro se hace evidente en su fenotipo. Suelen ser maduros antes de tiempo, lo cual les permite ver el mundo con ojos diferentes a los de sus semejantes. Se les pueden asociar las características de los hijos del odù Òfún méjì, dado al estrecho vínculo de Oòduà a ese signo de Ifá.
Los adeptos de Odùdúwà en la tradición afrocubana deben atenerse a rigurosas reglas morales, pues se considera que su deidad no les perdonará un desliz en caso de que se cometa, más si ha sido advertido por Éste, ya que Su palabra tiene carácter de 'sentencia'. Como todos los hijos de òòşà  funfun deben evitar las bebidas alcohólicas, la sal y la conducta licenciosa. Deben usar blanco con frecuencia y procurar no exponerse de forma directa a los rayos del sol o el sereno nocturno.

## Herramientas
Son diferentes en la Santería e Ifá y por su carácter secreto no deben ser divulgadas en este marco.

## Ofrendas
Oòduà puede comer cualquier tipo de animales, pues no tiene limitaciones en este sentido. Sin embargo, con más frecuencia se le inmolan chiva blanca, gallina, codorniz, guinea y palomas. Aunque también se le puede dar carnero. En Santeria suele comer animales machos, mientras que Ọbàtálá, como en Cuba, sólo come animales hembras.
Se le ponen àdìmú (en Cuba, ofrendas de comida) variadas, entre ellos ẹ̀kọ, èkuru, bolas de ñame (işú), etc. Estas últimas, se aderezan con epo (manteca de corojo), no con òrí (manteca de cacao), como Ọbàtálá. Usa mucho ẹfun  (cascarilla, yeso blanco en África).

## Sus cantos
Hoy en día muchos de ellos han sido olvidados en Cuba y en Brasil. Muchos otros han sido confundidos, dado el desconocimiento de los hijos de la Diáspora del idioma yorùbá. He aquí, los que más frecuentemente se entonan la Santería afrocubana. Los cantos que en la Diáspora afrocubana se dedican a Ọlọ́fin (presuntamente el Ser Supremo), en realidad, cuando son traducidos y analizados en contexto, indican que se trata de orín (cantos) a Odùdúwà, que como se ha dicho es Ọlọ́fin-ayé.
```
- 
Agbeji o lodo, iwo nlo- Gbo n pele akomokomo Ado- Ojo le, gbogbo ojo le, Oodua agbeji baa ri ma ya- Akomo Ado l'ero, ko şin mi lodo- ‘Jo i re, mo da nko, ‘jo i re, mo da nko- Agemo looni re, looni de, mo dupe lowo Agbeji- Obanlo ese, Aremu, obansalaako-e- Waye, waye l'omi oo - Agbegbero nomo ma dubule, omu Gaga- Odu-Aremu oo!- Baba mi sokoto, Aremu o pe laye- Odundun Aremu- Eni oba, Aremu Oduduwa- Eee alagbe e- O ku o! ago lona (Aremu Oduduwa) (el más comúnmente conocido)- E ki Baba oo ku a, e!- Ilesin maa n bo omo alase ire oo- Odu la pe- Boromu agba l’orere- Olofin lo wa- Awa kunle ki Olofin- Ooni e, a e!- Olofin, omo iku aye- Ofifi omo Oduduwa- Oosa agbeji Olofin banla- Onare oo, Oodua-agbeji (usualmente se le canta a Ibéjì)-  Beji la ese Aremu.
```

(ídem a anterior)
Se le debe cantar, luego de los canto de Ọ̀şun y Ọ̀rúnmìlà, lo cual raramente sucede hoy en día; pocas casas conservan esta tradición. Sin embargo en el ọ̀rọ̀ ìlù (reverencia hecha con tambores u ‘oro seco’), su toque es obligatorio y cierra los de los demás òrìşà.
2. Aremù Odùdú
Aremù Odùdú
Aaremù Odùdú
Iwànana Aremù Odùdú

## Odù por los que se manifiesta
Odùdúwà puede manifestarse por vía del oráculo de Ifá o del ẹ́rìndínlógún (caracol). Es un error asegurar que nunca habla por caracol, pues sí lo hace en los oddù: 8 (Èjònlé u Ogbè), 10 (Òfún), 14 (Mẹ́rìnla) & 16 (Mẹ́rìndilogun). Su signo por excelencia en tal caso es Òfún, también conocido por Mẹ́wà (diez en yorùbá). En Ifá suele hablar en varios méjì (olódù – 16 odù principales), pero de forma fundamental en Èjì-Ogbè, su oddù de bajada a la Tierra y Òfún Méjì (Ọ̀ràngún), que lo encarna en su forma más elevada. Hay otros muchos odù donde recogen leyendas relacionadas con la deidad, fundamentalmente, que narran de forma simbólicas detalles de sus ritos y consagraciones (la mayoría de ellos fueron creados en la Isla).